# Sabula
Sabula és una població dels Estats Units a l'estat d'Iowa. Segons el cens del 2000 tenia 670 habitants.

## Demografia
Segons el cens del 2000, Sabula tenia 670 habitants, 308 habitatges, i 182 famílies. La densitat de població era de 663,3 habitants/km².
Dels 308 habitatges en un 23,4% hi vivien nens de menys de 18 anys, en un 43,2% hi vivien parelles casades, en un 12% dones solteres, i en un 40,6% no eren unitats familiars. En el 36% dels habitatges hi vivien persones soles el 19,2% de les quals corresponia a persones de 65 anys o més que vivien soles. El nombre mitjà de persones vivint en cada habitatge era de 2,18 i el nombre mitjà de persones que vivien en cada família era de 2,78.
Per edats la població es repartia de la següent manera: un 22,1% tenia menys de 18 anys, un 6% entre 18 i 24, un 23,7% entre 25 i 44, un 25,8% de 45 a 60 i un 22,4% 65 anys o més.
L'edat mediana era de 43 anys. Per cada 100 dones de 18 o més anys hi havia 89,8 homes.
La renda mediana per habitatge era de 30.192 $ i la renda mediana per família de 39.688 $. Els homes tenien una renda mediana de 29.000 $ mentre que les dones 20.500 $. La renda per capita de la població era de 16.901 $. Entorn de l'11,5% de les famílies i el 14,4% de la població estaven per davall del llindar de pobresa.

## Poblacions més properes
El següent diagrama mostra les poblacions més properes.